# Punto G (canción de Quevedo)
«Punto G» es una canción del cantante español Quevedo. Lanzado como el tercer sencillo de su álbum Donde quiero estar.

## Antecedentes y lanzamiento
Después de lanzar su sencillo «Vista al mar» comenzó a grabar su próxima canción.
A finales de octubre de 2022 anunció en sus redes sociales que lanzaría un nuevo sencillo en solitario llamado "Punto G". La canción fue lanzada el 4 de noviembre de ese mismo año.

## Plagio
El 18 de enero de 2023 Quevedo fue imputado por su tema "Punto G" por plagio al final de su tema por parte de Brytiago, lo que provocó que el cantante cambiara la parte final del tema, es decir, la letra.

## Video musical
El video musical oficial se lanzó el 4 de noviembre de 2022. En el video se puede ver a Quevedo cantando y bailando en un concierto y también bajo el agua junto a otra persona sumergiéndose.

## Certificaciones
| País                | Certificación | Ventas  |
| ------------------- | ------------- | ------- |
| España (PROMUSICAE) | Platinum × 4  | 160,000 |